# Heliconius mira
Heliconius mira är en fjärilsart som beskrevs av Gustav Weymer 1893. Heliconius mira ingår i släktet Heliconius och familjen praktfjärilar. Inga underarter finns listade i Catalogue of Life.